# Meerut
Meerut (tiếng Hindi: मेरठ, tiếng Urdu: میرٹھ) IPA:  là một thành phố và là một hội đồng thành phố ở Quận Meerut của bang Uttar Pradesh. Đây là một thành phố cổ tọa lạc về 72 km về phía Đông Bắc của New Delhi. Meerut cũng có một các đơn vị quân đồn trú lớn ở khu vực này của Ấn Độ. Meerut cũng là tên của quận nơi Meerut tọa lạc.

## Dân cư
Thành phố Meerut là thủ phủ của quận Meerut bao gồm 1025 làng với dân số khoảng 3,44 triệu theo điều tra dân số Ấn Độ năm 2001. Meerut có dân số theo năm 2001 là 1.074.229. Đàn ông chiếm 53% dân số và phụ nữ chiếm 47% dân số. Tỷ lệ biết chữ của Meerut là 58%, thấp hơn mức trung bình của toàn Ấn Độ là 59,5%. Tỷ lệ biết chữ của đàn ông Meerut là 64%, phụ nữ là 52%. 14% dân số của Meerut có độ tuổi dưới 6 tuổi.
| Quận      | Nam       | Nữ        | Tổng      |
| --------- | --------- | --------- | --------- |
| Đô thị    | 681.209   | 595.348   | 1.276.557 |
| Nông thôn | 1.180.533 | 990.822   | 2.171.355 |
| Tổng      | 1.861.742 | 1.586.170 | 3.447.812 |

Meerut là một trong những thành phố lớn ở Ấn Độ có dân số Hồi giáo đông nhất (gần 45%). Cũng có một số lượng dân số Công giáo ở thành phố này. Meerut đã là một nơi có những bạo động công cộng tồi tệ nhất Ấn Độ trong thập niên 1980.